# خوان كارلوس غاراي
خوان كارلوس غاراي هو لاعب كرة قدم ومدرب كرة قدم إكوادوري، ولد في 15 سبتمبر 1968 في كيتو في الإكوادور. شارك مع منتخب الإكوادور لكرة القدم. أما مع النوادي، فقد لعب مع إل. دي. يو. كيتو ونادي ديبورتيفو إل ناسيونال.

## وصلات خارجية
- خوان كارلوس غاراي على موقع قاعدة بيانات كرة القدم.إي يو (الإنجليزية)
- خوان كارلوس غاراي على موقع ناشيونال فوتبول تيمز (الإنجليزية)